# Charles-Auguste Questel
Charles-Auguste Questel (París, 1807-París, 1888) fue un arquitecto francés.

## Biografía
Nacido el 20 de septiembre de 1807 en París, fue alumno de Antoine-Marie Peyre, Blouet y Duban. Miembro de la primera promoción de la École des Beaux-Arts, participó en la construcción de la Sorbona, el Institut de France y el Collège de France. Viajó por el sur de Francia e Italia, y fue nombrado inspector de construcción en la École des Beaux-Arts y el Ministerio del Interior.

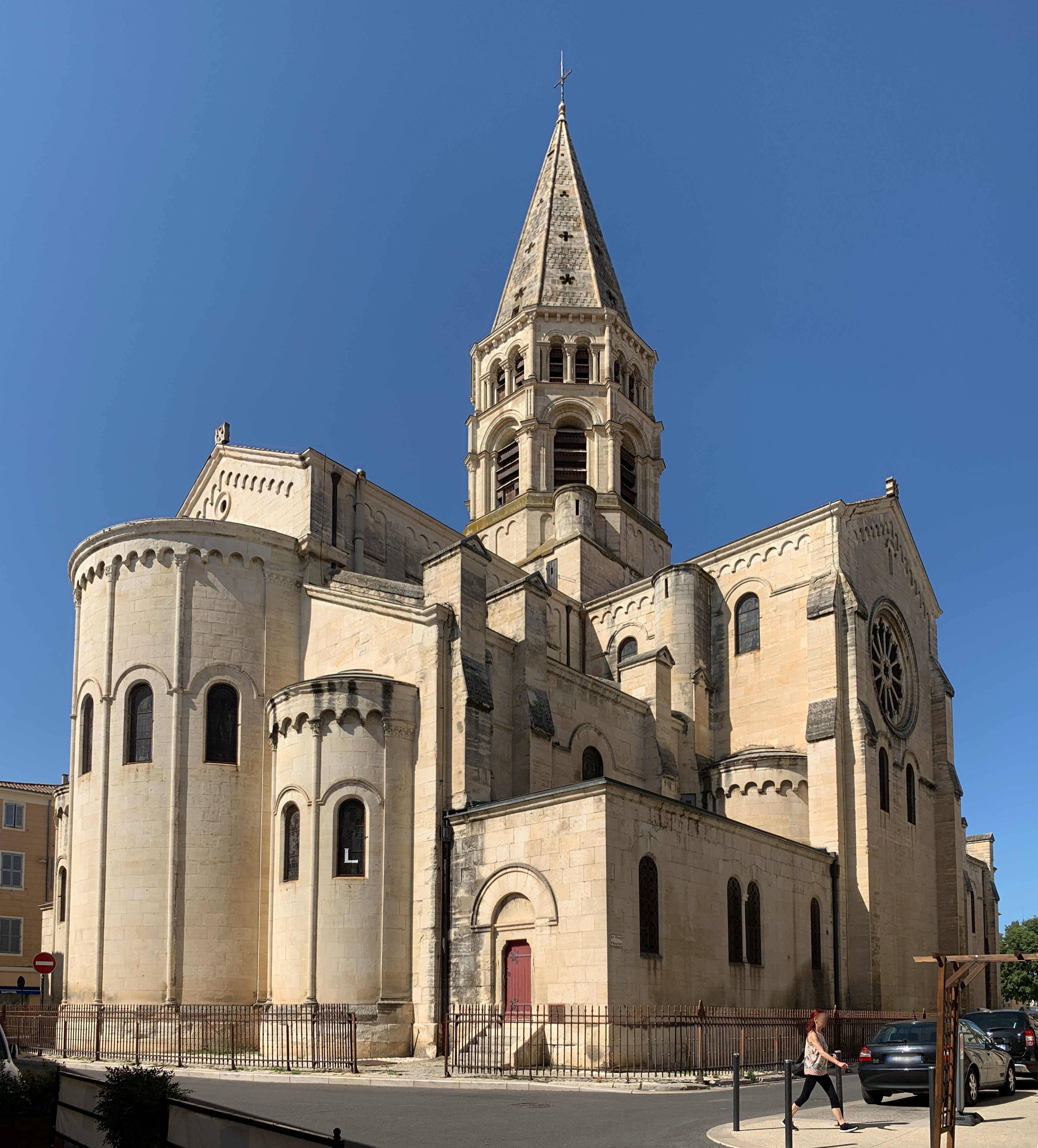
Iglesia de Saint-Paul en Nimes

Se le deben numerosos edificios, entre los que pueden citarse la iglesia de Saint-Paul en Nimes, además de la fuente monumental de la explanada de esta ciudad, el monumento erigido en Aigues-Mortes en conmemoración de la partida de Luis IX para la sexta y séptima cruzadas, el hotel de la prefectura y el museo-biblioteca en Grenoble, el hospicio de Gisors y, en París, el asilo de Sainte-Anne, las grandes obras del Banco de Francia y la restauración de la "galería dorada" del antiguo hôtel de Toulouse en el interior de dicho edificio. Trabajó también en las obras de consolidación o restauración del puente del Gard, las Arenas de Arlés, la iglesia de Saint-Philibert en Tournus y la iglesia de Saint-Martin d'Ainay en Lyon, además de ocuparse de la construcción de la escalera de piedra, la restauración del manège des Grandes-Ecuries y la restauración del patio de mármol y la capilla del palacio de Versalles.

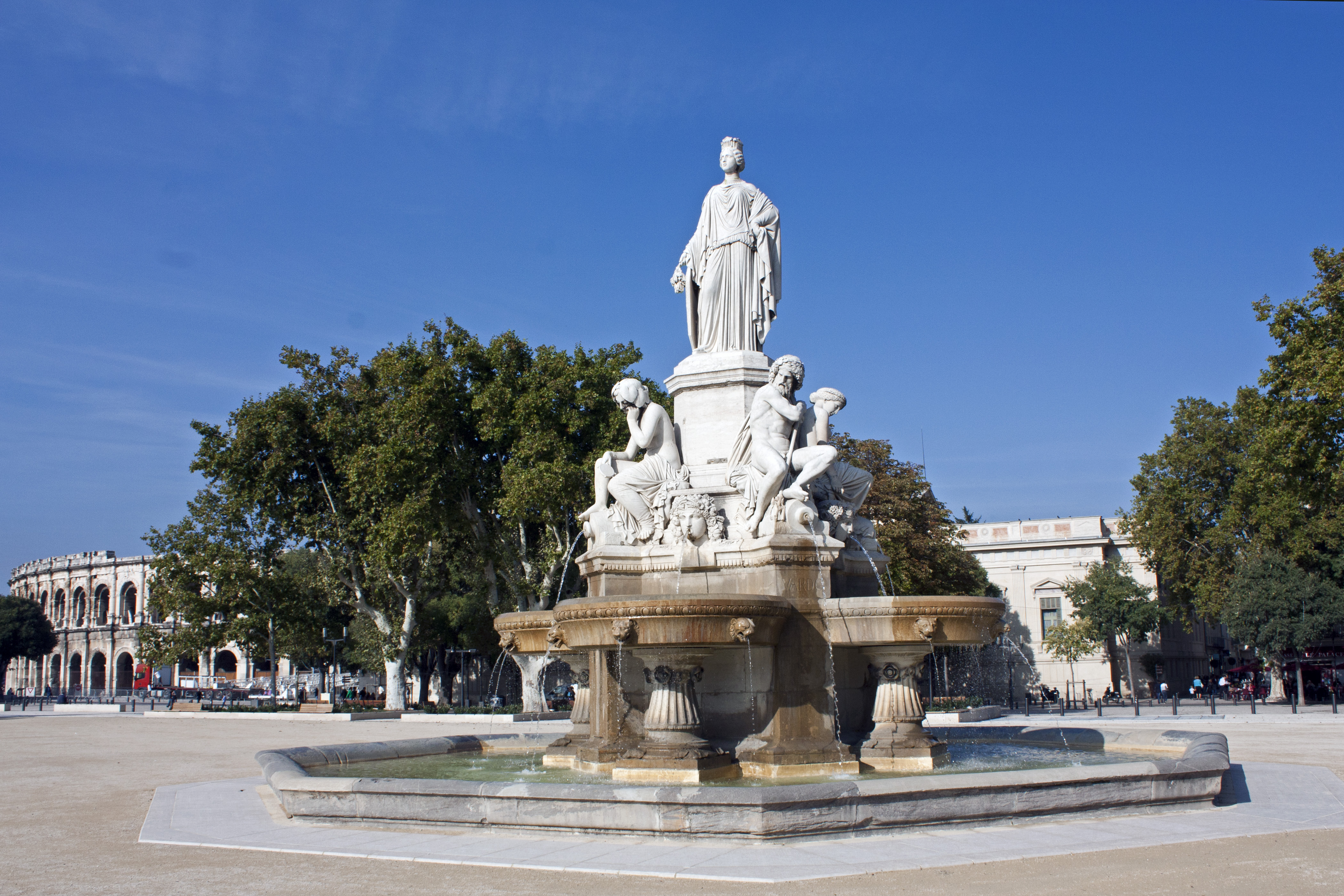
Fuente en la explanada de Nimes

Miembro de la Comisión de Monumentos Históricos y, durante varios años, arquitecto diocesano de Nimes, Marsella y Ajaccio, realizó numerosos estudios de monumentos antiguos y edificios religiosos en el sur de Francia. Posteriormente, miembro temporal, inspector general y vicepresidente del Consejo General de Edificios Civiles, reeditó y completó en 1886 la Notice historique sur le service des travaux et sur le Conseil général des Bâtiments civils depuis l'an IV (1795), escrita en 1848 por Gourlier. Questel, que fue miembro o presidente de numerosas sociedades y jurados de diversos concursos y exposiciones, ejerció, según Charles Lucas, una gran influencia en la arquitectura francesa de su tiempo, en particular al dirigir, de 1856 a 1872, un taller de estudiantes donde se formaron varios ganadores de importantes premios, entre ellos Pascal y Nénot, quienes, como él, se convirtieron en miembros del Instituto de Francia, por la sección de arquitectura de la Academia de Bellas Artes. Falleció el 30 de enero de 1888 en París.